# Matthiola odoratissima
Matthiola odoratissima là một loài thực vật có hoa trong họ Cải. Loài này được (M.Bieb.) R.Br. mô tả khoa học đầu tiên năm 1812.